# Wolfgang Wilhelm von Pfalz-Neuburg

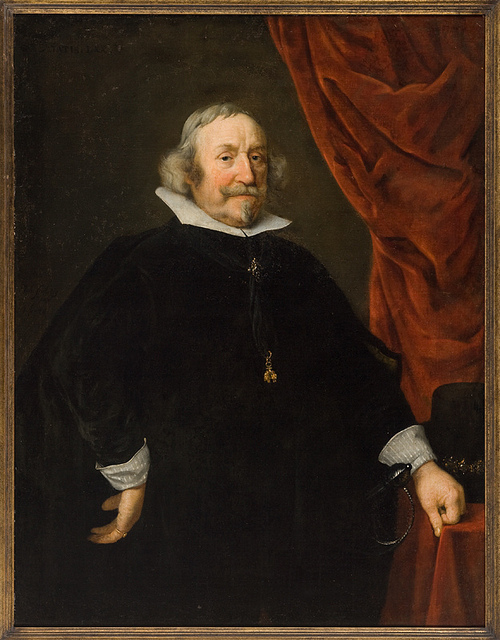
Wolfgang Wilhelm von Pfalz-Neuburg, 1648 gemalt von Johannes Spilberg

Wolfgang Wilhelm von Pfalz-Neuburg (* 4. November 1578 in Neuburg an der Donau; † 20. März 1653 in Düsseldorf) war ein deutscher Reichsfürst aus dem Hause Wittelsbach. Er war der älteste Sohn des Pfalzgrafen und Herzogs von Neuburg Philipp Ludwig (1547–1614) und dessen Frau Anna von Jülich-Kleve-Berg (1552–1632). Wolfgang Wilhelm gewann durch die Erbansprüche seiner Mutter die Herrschaft seines Hauses über die Herzogtümer Jülich und Berg am Niederrhein.

## Leben
Gegen den Willen seines Vaters, eines überzeugten Lutheraners, konvertierte Wolfgang Wilhelm am 19. Juni 1613 heimlich zum Katholizismus und heiratete (offiziell als Lutheraner) Magdalene von Bayern. Die Konversion verkündete er am 15. Mai 1614 feierlich in der Kirche Sankt Lambertus in Düsseldorf, wo er gemeinsam mit seiner Gemahlin die heilige Kommunion einnahm, nachdem er in der Schlosskapelle vor dem Generalvikar Wilhelm Bont das katholische Glaubensbekenntnis abgelegt hatte.
Der Wechsel der Konfession, der an die Konversion Heinrichs IV. von Frankreich und den ihm zugeschriebenen Ausspruch Paris ist eine Messe wert erinnert, ermöglichte dem Pfalzgrafen einen Wechsel des politischen Lagers, von der Protestantischen Union hin zur Katholischen Liga. Mit der Heirat und dem Übertritt auf die Seite der katholischen Mächte wollte Wolfgang Wilhelm die pfalz-neuburgischen Erbansprüche im Jülich-Klevischen Erbfolgestreit behaupten. Denn zwei seiner Konkurrenten um die Erbfolge in den Herzogtümern Jülich-Kleve-Berg, den Grafschaften Mark und Ravensberg sowie der Herrschaft Ravenstein waren Mitglieder der Protestantischen Union, darunter sein Hauptgegner Johann Sigismund, der Kurfürst von Brandenburg. Der Hochzeit mit Magdalene von Bayern und der Konversion folgte der Vertrag von Xanten vom 12. November 1614, der den Dortmunder Rezess von 1609 außer Kraft setzte und zur Aufteilung des Erbes von Jülich-Kleve-Berg zwischen Pfalz-Neuburg und Brandenburg führte. Hierdurch wurde Wolfgang Wilhelm der erste Herrscher aus dem Hause Pfalz-Neuburg in Jülich-Berg.
Seine Erbansprüche im Jülich-Klevischen Erbfolgestreit setzte er somit nur teilweise durch; Brandenburg behielt das Herzogtum Kleve und erhob weiterhin Ansprüche auf die Grafschaften Mark und Ravensberg, die es schließlich nach der endgültigen Aufteilung 1666 zugesprochen bekam.
Der Bestattung des Vaters am 22. September 1614 in Lauingen blieb er fern. Vermutlich wollte ihn der Vater enterben, dessen Tod am 22. August verhinderte den Beschluss des bereits für den 28. August berufenen Landtages. Den Einzug in Neuburg 1615 hielt er in Begleitung von 50 Schützen.

Vor dem Ausbruch des Dreißigjährigen Krieges zählte Jülich-Berg etwa 275.000 Einwohner. Laut Schätzungen der Protestantenzahlen für das Jahr 1650 wohnten in Berg etwa 131.380 Menschen (davon 61.900 Protestanten, davon die Hälfte Reformierte) und in Jülich 124.700 Menschen (davon 8.160 Reformierte). Das Herzogtum Jülich teilte sich administrativ in 34 Ämter, neun Städte und umfasste 43 Steuerbezirke, das Herzogtum Berg in 19 Ämter, zehn Städte, acht Freiheiten und umfasste 37 Steuerbezirke. Die Hauptstädte (jeweils vier: Jülich, Düren, Münstereifel, Euskirchen; Düsseldorf, Ratingen, Lennep, Wipperfürth) besaßen die Landesstandschaft.

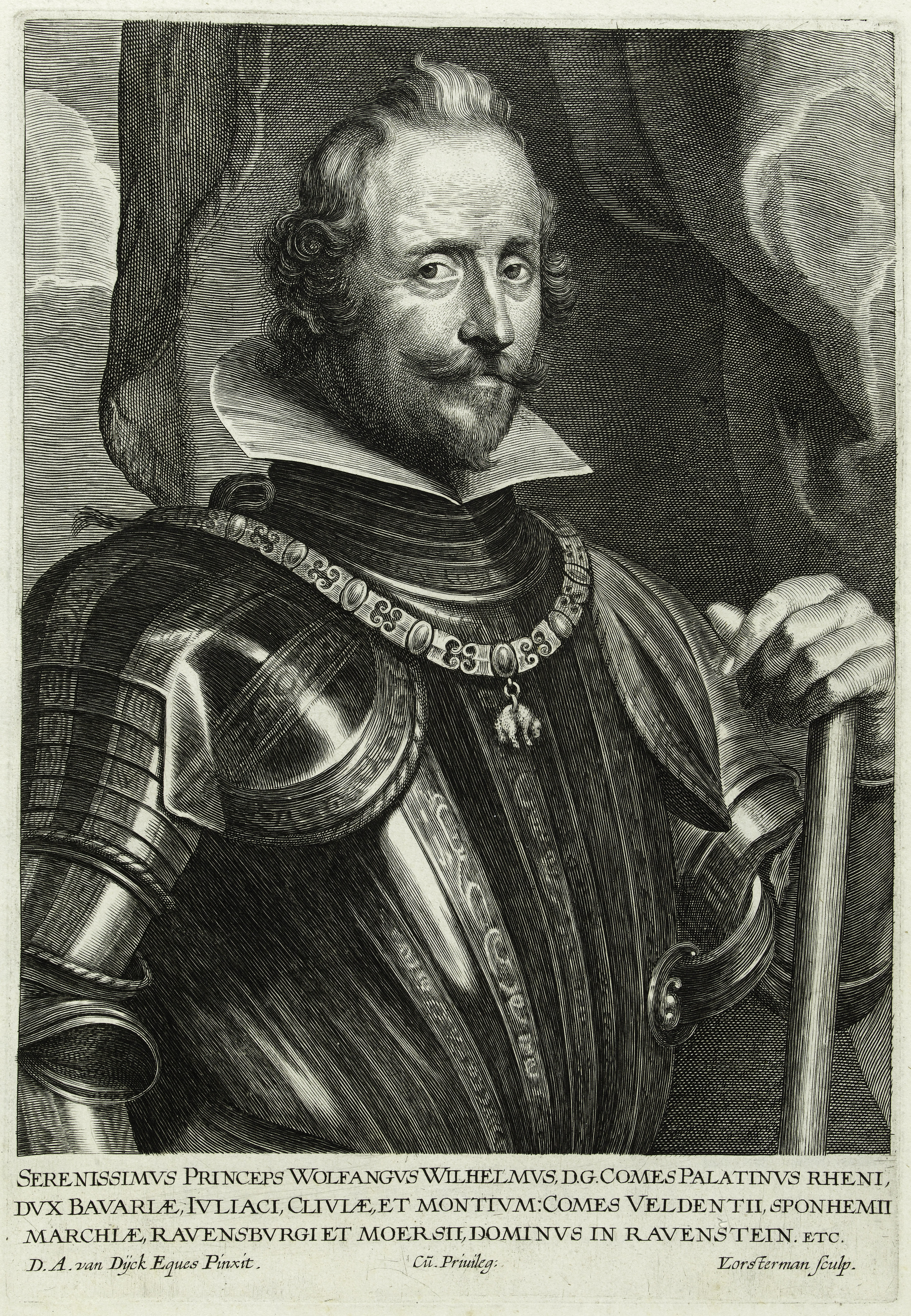
Wolfgang Wilhelm von Pfalz-Neuburg auf einem Stich von Lucas Vorsterman d. Ä.

Nach den drei Landtagen (die immer in Düsseldorf tagten) von 1609, 1610 und 1611 fanden bis 1624 keine Landtage in Jülich-Berg mehr statt. Immer wieder versuchte Wolfgang Wilhelm, sich über die Landstände (die meistens in Köln tagten) hinwegzusetzen, um neue Steuern zu dekretieren oder sie zu erhöhen. Die Landstände riefen deswegen den Kaiser an, der sie am 24. April 1628 dem kaiserlichen Protektorat unterstellte (1635 nochmals bestätigt). Den Gipfel erreichte der Konflikt während des sogenannten Bauernlandtages im April 1639. Von den anwesenden Vögten und Schultheißen ließ sich Wolfgang Steuern bewilligen. Der Entschluss wurde nachher vom Kaiser kassiert. Die Landstände erneuerten 1636 und 1647 die seit 1496 bestehende Erbunion mit Kleve, die Klever Union, um die eigene Position gegenüber dem Pfalzgrafen zu stärken. Der Konflikt wurde nach gegenseitigen Zugeständnissen im Vergleich vom 25. September 1649 beigelegt. Nach einer Aufstellung von 1637/38 betrugen die Steuereinnahmen 87.938 Reichstaler, die Ausgaben 164.648 Reichstaler und die Mehrausgaben 76.710 Reichstaler. Jedes Jahr musste der Herzog Kredite in Höhe zwischen 3.000 und 36.000 Reichstaler aufnehmen oder Landgüter verpfänden. Eine Ausnahme bildet das Jahr 1651 mit einer Kreditaufnahme von 123.000 Reichstalern, davon wurden jedoch rund 100.000 Reichstaler für den Kuhkrieg geliehen.

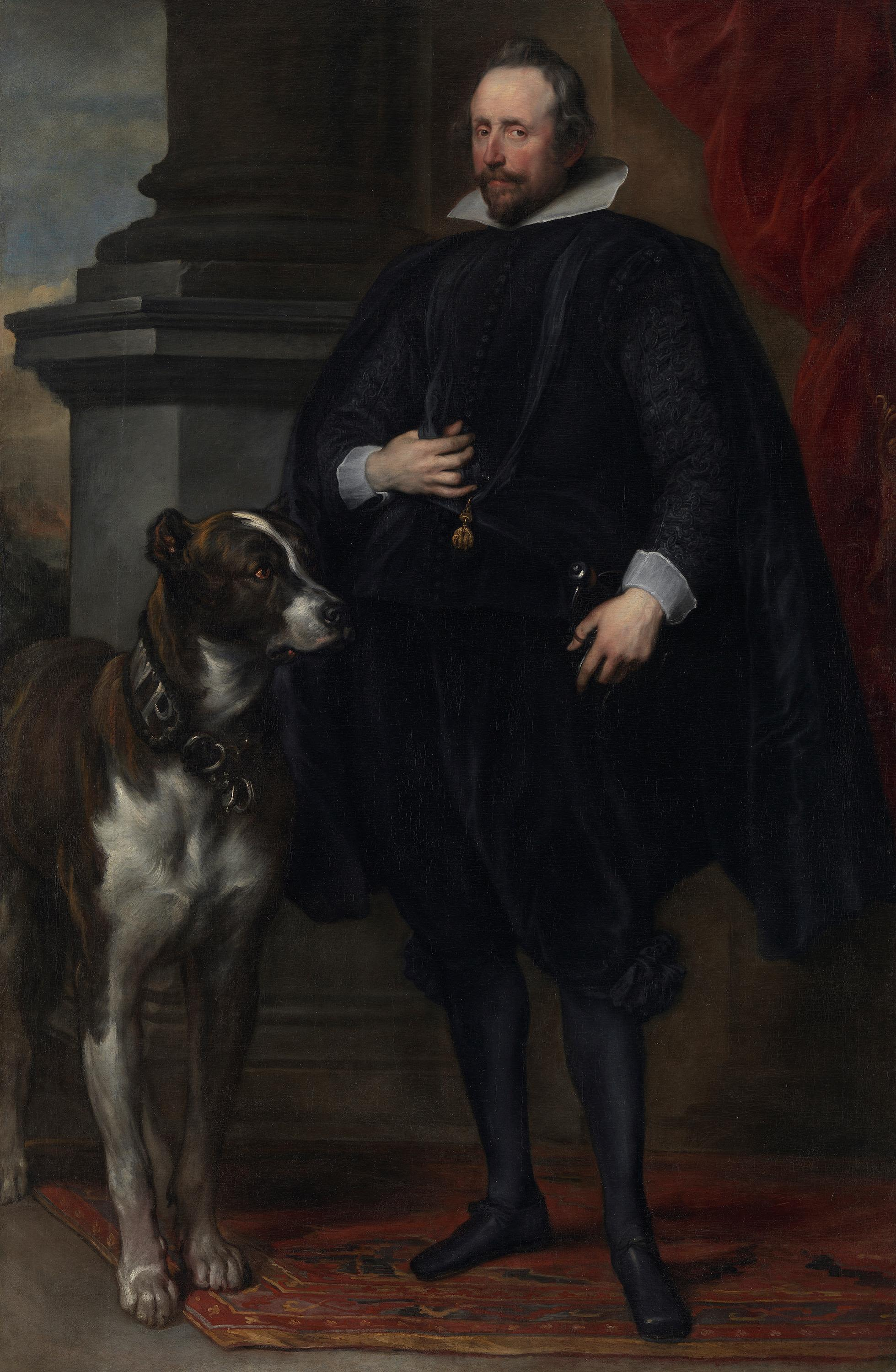
Pfalzgraf Wolfgang Wilhelm von Pfalz-Neuburg, Gemälde von Anthonis van Dyck, ca. 1629

Seine Finanzen müssen jedoch im breiten Kontext der Epoche untersucht werden. Dreißig Jahre seiner 44-jährigen Regentschaft in Jülich-Berg (1609–1653, in Neuburg seit 1614) füllte der Krieg aus. Im Zeitraum von 1625 bis 1640 machten die Ausgaben für die Landesverteidigung zwischen 40 und 92 % (1639/40) der Gesamtausgaben aus. Beispielsweise betrugen die Einnahmen aus dem Herzogtum Berg in den Jahren 1628 bis 1630 insgesamt 168.000 Reichstaler (Ausgaben 171.000 Rt.), davon wurden ausgegeben für Landesdefension 67.000 Rt. (40 %), Anleihenrückzahlung 26.000 Rt. (21 %), Pfalzgraf 13.000 Rt. (8 %), Gehälter 5.500 Rt. (3 %), andere Ausgaben 49.500 Rt. (28 %). Von den Ausgaben für Landesdefension (67.000 Rt.) wurden ausgegeben für Unterhalt kaiserlicher und anderer Truppen 43.000 Rt. (64 %), Servisgelder 8.000 Rt. (12 %), Unterhalt eigener Truppen 7.000 Rt. (10 %), Convoykosten 5.000 Rt. (8 %), Landschützen 4.000 Rt. (6 %). Für die Hofhaltung wurden demnach 8 % und den Unterhalt eigener Truppen 4,2 % bestimmt. Die Einnahmen aus Domanialgut in Jülich-Berg betrugen im Jahr 1629 rund 68.000 Rt. gegenüber den Steuererträgen in Höhe von 90.000 Rt. Die Domanialguteinnahmen betrugen nach einer Aufstellung von 1637/38 rund 87.938 Rt., aber die Ausgaben 164.648 Rt. und die Mehrausgaben 76.710 Rt., der Steuerertrag für 1637/38 ist unbekannt (dieser lag immer höher als Einkünfte aus Domänen, demnach mehr als 100.000 Rt.). Für den Budgetausgleich musste Wolfgang Wilhelm Kredite aufnehmen. Rechnungen aus dem Jahr 1649 enthalten noch Hinweise auf die schwedischen und hessen-kasselschen Satisfaktionsgelder. Auch schuldete Wolfgang Wilhelm aus dem Herzogtum Neuburg dem bayerischen Kurfürsten Maximilian rund 80.000 Floren für Kriegsauslagen. Wolfgang Wilhelm konnte den Betrag offenbar nicht zahlen und verpfändete ihm am 18./22. Dezember 1649 Stadt und Amt Hemau bei Regensburg.
Seit etwa dem Ausgang der 1630er Jahre setzte sich Wolfgang für die Wiedereinführung der pfälzischen Kur ein, was ihn mit dem Kaiserhaus entzweite. Während des Dreißigjährigen Krieges plünderten sowohl katholische als auch protestantische Truppen Jülich-Berg. Seit etwa Dezember 1639 hielten die kaiserlichen Truppen Gladbach, Dülken, Sittard, Mülheim und Siegburg besetzt, und der kaiserliche Generalfeldzeugmeister Lamboy warb Söldner im Jülichschen, trotz Protesten aus Düsseldorf. Daraufhin sagte Wolfgang Wilhelm die Teilnahme am Fürstentag im Juli–August 1640 ab. Im März 1641 bewilligte er die Zahlung von Kontributionen an Hessen-Darmstadt in Höhe von 36.000 Reichstalern jährlich vom Herzogtum Jülich und 24.000 Rt. vom Herzogtum Berg. Vergeblich suchte er nach den Niederlagen der kaiserlichen Truppen eine Annäherung an Hessen-Darmstadt (Januar–März). Angeblich wurde in Düsseldorf, so der kurkölnische Statthalter aus Kaiserswerth, die Kriegsbeute von den Hessischen verkauft. Auch die Schmieden aus Solingen lieferten Waffen an Hessen. Der Krieg am Niederrhein ging etwa am Anfang des Jahres 1651 zu Ende. Zuletzt verließ die hessische Garnison Neuss am 2. Juli 1651.
Nach dem brandenburgischen Überfall auf Jülich-Berg im Sommer 1651, dem Kuhkrieg, lehnte der Statthalter der spanischen Niederlande Leopold militärische Hilfe ab. Der lothringische Herzog Karl ließ sich jedoch den Entsatz seiner Söldner mit 100.000 Reichstalern mehr als üppig vergüten. Sowohl während des brandenburgischen Überfalls 1646 als auch 1651 konnte Jülich-Berg keinen nennenswerten Widerstand leisten. Auch die Düsseldorfer Garnison war auf einen Überfall nicht vorbereitet bzw. hierzu nicht ausgestattet.

## Hexenverfolgung
Das Gericht Reichertshofen gehörte zu Pfalz-Neuburg und war erst 1619 rekatholisiert worden.
Das Protokoll der Religionß Introduction hält fest, dass Pfalzgraf Wolfgang Wilhelm zu diesem Behufe Christian Fischer, seinen Geistlichen Secretarius, mit Vollmacht nach Reichertshofen gesendet, ihm aber den Jesuiten P. Michael Sibold beigegeben habe. Und ausgerechnet in diesem rekatholisierten Reichertshofen kam es zu einem Prozess, der in schärfstem Kontrast zur gleichzeitigen Ingolstädter Linie stand.
Der Prozess endete mit der Hinrichtung zunächst von neun, dann weiteren vier Personen.
Den Angeklagten wurden folgende Punkte zur Last gelegt: das Verhexen von Mensch und Tier, das »Drucken« (Alpträume während des Schlafs), Reiten auf Tieren, Beraubung der Zeugungskraft, das Wettermachen, Kannibalismus, der Flug durch die Luft, die Verwandlung in Tiere, das Sicheinlassen auf den Teufel in Teufelspakt, Teufelstaufe und Teufelsfirmung, Teufelsanbetung, Ausfahren zu Hexenversammlungen und Satansfesten, Kellerfeste, Unzucht, manches mit kontrovers-theologischen Zügen, Besuch von verrufenen Orten, der Gebrauch von Amuletten, Tanz und Musik bei Hexenversammlungen usf.
Die unterschiedlichsten Ebenen hatten sich hierbei zu einem schwer entwirrbaren Knäuel verdichtet: Amoralisches Verhalten, Exzesse, Dämonisches vor- und achristlicher unterschwelliger Art, die christliche Dimension im Bilde des Satans, kontrovers-theologische Aspekte.
Das Verhörsprotokoll gibt ein erschreckendes Bild der Früchte einer 10-jährigen Rekatholisisierung unter jesuitischem Einfluss.

## Rekatholisierung

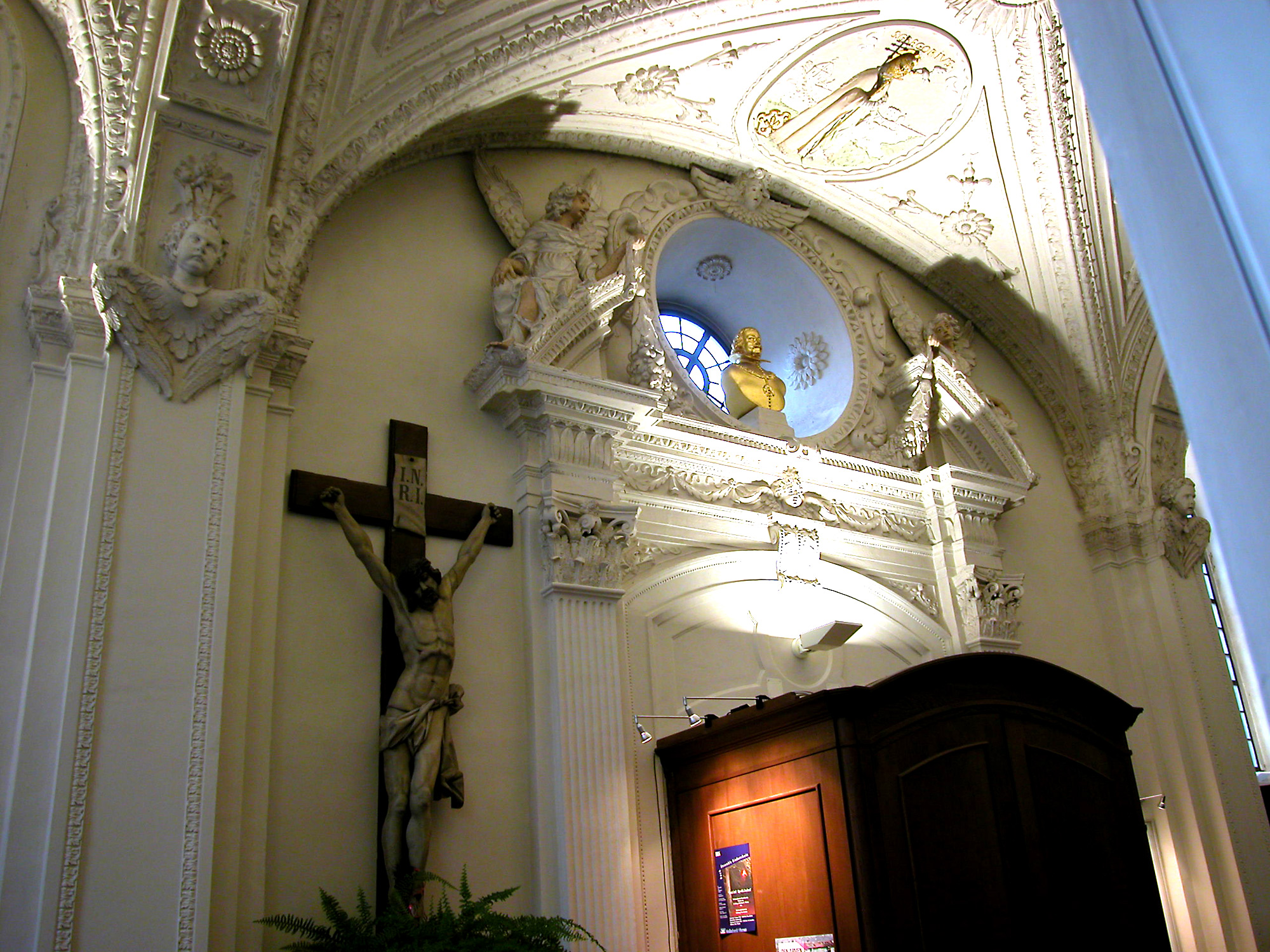
Büste Wolfgang Wilhelms im Oculus über dem Kircheneingang von St. Andreas in Düsseldorf

In Jülich-Berg führte Wolfgang Wilhelm seit etwa den 1620er Jahren die Rekatholisierung durch. Sein Versuch, in Düsseldorf ein katholisches Bistum zu gründen, scheiterte jedoch. Seit 1630 durften nur Katholiken Mitglied des Magistrats in Düsseldorf werden. Danach wurden die calvinistische (1631) und die lutherische Kirche (1641) in Düsseldorf geschlossen. Durch seine recht geschickte Neutralitätspolitik konnte er im Dreißigjährigen Krieg sein Territorium teilweise erfolgreich vor größeren Zerstörungen bewahren (1636–1641). Die Reichsstände hoben per Gesetz am 15. September 1641 die Neutralität von Jülich-Berg auf. In den Jahren danach wurde Jülich-Berg von den schwersten Kontributionen betroffen. Teile des Landes hielten kaiserliche, spanische (Jülich), niederländische und hessische Truppen besetzt. Unter dem politischen Druck musste er seine Restriktionen für Protestanten widerrufen (1643–1644) und protestantische Gottesdienste wieder zulassen.
Auch in seinem Stammland, dem Herzogtum Neuburg, förderte Wolfgang die Rekatholisierung. Seine Versprechen in Bezug auf die Wahrung des lutherischen Bekenntnisstandes der Bevölkerung hielt er nicht ein. Zuerst führte er ein Simultaneum (gleichberechtigte Nutzung der Kirchen auch für katholische Messen) ein. Mit einem Sprung vom 13. auf den 24. Dezember 1615 führte er im Herzogtum Neuburg den gregorianischen Kalender ein. 1618 übergab er die Neuburger Hofkirche (Vorbild für die neue Düsseldorfer Hofkirche St. Andreas) den Jesuiten und ließ sie im Beisein von vier katholischen Bischöfen in ein nun allein katholisches Gotteshaus umweihen. Der Katholizismus wurde zur verpflichtenden Landesreligion. Dem folgte die Emigration zahlreicher Protestanten aus Neuburg. Beamte mussten konvertieren oder das Land verlassen. Die dortige Jesuitenkirche bekam das „Jüngste Gericht“ und andere Gemälde von Rubens vom Herzog geschenkt.
Nach der Absetzung des Kurfürsten von der Pfalz Friedrich V. durch Kaiser Ferdinand II. 1623 erhielt Wolfgang Wilhelm die oberpfälzischen Ämter Parkstein, Pleystein und Weiden. Bis 1631 residierte Wolfgang Wilhelm abwechselnd in Düsseldorf und in Neuburg. Nach den Kriegshandlungen der Jahre 1632–1634 – in der Zeit besetzten schwedische Truppen Neuburg – besuchte er nur noch 1635 und 1636 Neuburg und dies während der Reise nach Wien und auf der Rückfahrt. Danach residierte er ausschließlich in Düsseldorf. Das letzte Mal besuchte Wolfgang Wilhelm Neuburg im März 1650, nachdem er an der Hochzeit des Pfalzgrafen Karl Ludwig (Sohn des 1623 abgesetzten Kurfürsten) am 22. Februar 1650 in Heidelberg teilgenommen hatte.

## Reisen
Wolfgang Wilhelm unternahm, vor allem bis etwa 1636, viele Reisen. Etliche dieser Reisen waren politischer Natur, etwa zur Gewinnung von Unterstützern im Jülich-Klevischen Erbfolgestreit oder im Streit um die pfälzische Kurwürde. Dreimal machte er eine Kavalierstour, 1596 durch Norddeutschland und Dänemark, wo er der Krönung Christians zum König von Dänemark beiwohnte, und 1597 durch Italien. Die Grand Tour der Jahre 1600–1601 führte ihn ins Rheinland, in die Niederlande, nach England, nochmals in die Niederlande und nach Frankreich (Neuburg, Dillingen, Göppingen, Augsburg, Stuttgart, Durlach, Heidelberg, Mainz, Koblenz, Bonn, Köln, Düsseldorf, Duisburg, Wesel, Kleve, Goch, Kalkar, Brüggen, Trier, Kaiserslautern, Zweibrücken, Metz, Nancy, Paris, London, Oxford, Vlissingen, Leiden, Haarlem, Dordrecht, Delft, Amsterdam, Den Haag, Hertogenbosch, Breda, Brüssel, Paris, Nancy, Straßburg, Rastatt, Neuburg). Die Reise dauerte über acht Monate (10. August 1600 bis 22. April 1601; nach dem julianischen Kalender 1. August bzw. 12. April). Während der Reise lernte er zahlreiche deutsche und ausländische Herrscher kennen. In den Niederlanden, England und Frankreich wurde er von den Staatsoberhäuptern empfangen. Die Grand Tour der Jahre hielt er in seinem Tagebuch fest. In Düsseldorf verbrachte er rund 19 Tage im September 1600 (6.–25. September) bei seinem Onkel Herzog Johann Wilhelm I. und seiner Tante Prinzessin Sybille. Von Düsseldorf aus machte er Ausflüge nach Neuss und Gerresheim. Am letzten Tag begleitete ihn Sybille nach Kaiserswerth und schenkte ihm einen Ring. Dann bereiste er Jülich-Kleve, als ob er ahnte, dieses Land eines Tages zu erben. 1624 unternahm er eine Reise an den Hof Philipps IV., der ihn nach der bereits 1615 erfolgten Verleihung des Ordens vom Goldenen Vlies noch zum Granden ernannte. Während seines Spanienaufenthalts soll er den Maler Peter Paul Rubens, damals Gesandter der Spanischen Niederlande, bei einem für ihn gefährlichen Volksaufstand in seine Karosse aufgenommen haben.
Auf der Rückreise im Jahr 1625 stattete Wolfgang Wilhelm Ludwig XIII. eine Visite ab. 1630 besuchte er noch Norditalien. Mehrfach reiste er nach Brüssel und Wien.

## Privates

Wolfgang Wilhelm

Düsseldorf verdankt ihm die über die Stadt mit ihrer Silhouette dominierende jesuitische St. Andreas-Kirche und eine Reithalle an der Mühlenstraße. Mit seiner Gemäldesammlung schuf er Grundlagen für die später berühmte Gemäldegalerie. Sein Hofmaler Johannes Spilberg entstammte einer wohlhabenden calvinistischen Familie aus Düsseldorf. Sein Hof, der Unsummen verschlang, zählte zeitweise etwa 300 Personen. Der Kapellmeister Giacomo Negri, ein Veroneser, wurde mehr als üppig entlohnt. Die Hofmusik, darunter acht Musiker und 20 Sänger, kostete 1638 rund 5.000 Reichstaler. Sophie von der Pfalz bemerkte in ihren Memoiren über den Hof Wolfgangs, als sie 1650 Düsseldorf besuchte, dass die Dienerschaft am Düsseldorfer Hofe verbrauchte Kleidung trage, und dass die Tapisserien, Betten und Stühle alt seien. Der brandenburgische Gesandte Georg Ehrentreich von Burgsdorff bescheinigte ihm boshaft die Schwäche zum Wein, indem er feststellte, dass sein Weinbecher mit zwei Maß (Liter) einst als Taufbecken für die Mutter und Großmutter Wolfgangs gedient hatten. Die Jagd war eine Leidenschaft von Wolfgang, bereits als 14-jähriger Junge berichtet er mehrmals in seinem Tagebuch über geschossene Hasen, Staren oder Füchse. Das Jagen füllte mehr als die Hälfte seiner Jugendzeit aus. Später züchtete er Jagdhunde und auch Doggen. Mit einer seiner Doggen ließ er sich vom Maler Anthonis van Dyck abbilden.
Sein privates Leben war weniger glücklich. Die Ehe mit Magdalene von Bayern verlief in den letzten Jahren nicht harmonisch. Die zweite Frau Katharina war kränklich, litt unter Kopfschmerzen, Rheuma und vermutlich auch unter Depressionen. Erstmals äußerte sie Gedanken über ihren Tod bereits im Jahre 1632 (kurz nach der Hochzeit) im Alter von 17 Jahren. Mit seinem einzigen Kind Philipp war er seit etwa Ende der 1630er Jahre zerstritten. Die von Wolfgang ungewollte Ehe Philipps mit Anna von Polen-Litauen vertiefte nur das Zerwürfnis. Möglicherweise verursachten diese Schicksalsschläge seine Wutausbrüche und Labilität. „Man sagte, dass seine Laune nicht immer gleich sei und dass er abwechselnd einen guten und einen schlechten Tag habe“, schrieb in ihren Memoiren Sophie von der Pfalz.

## Titel
Sein Titel war: Wolfgang Wilhelm, Pfalzgraf bei Rhein,
Herzog in Bayern und zu Jülich, Kleve und Berg,
Graf zu Veldenz, Sponheim, Mark, Ravensberg und Moers,
Herr in Ravenstein.

## Begräbnis

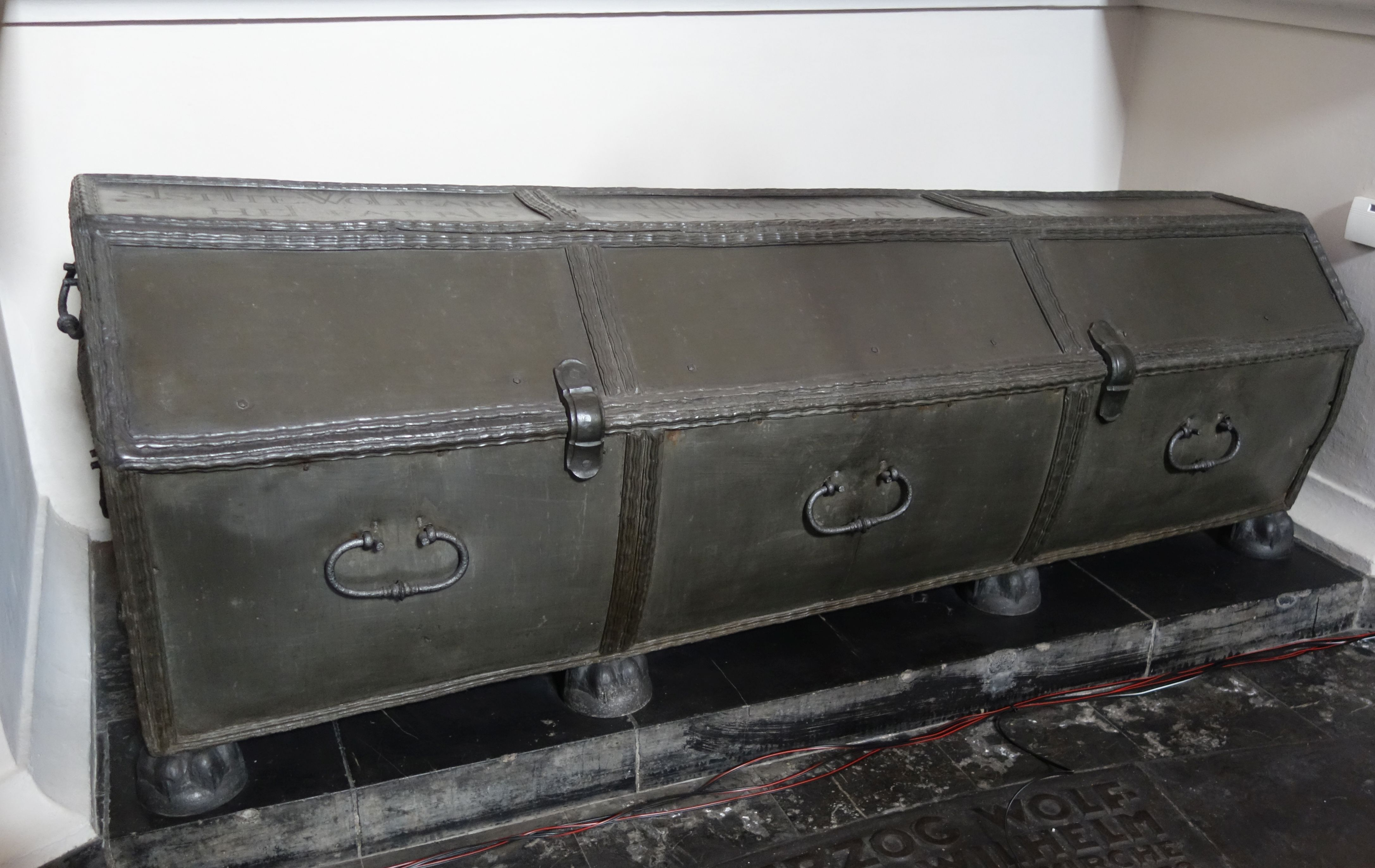
Metallsarg des Pfalzgrafen Wolfgang Wilhelm von der Pfalz im Mausoleum des Hauses Pfalz-Neuburg

Sein Begräbnis fand am 14. Mai 1653 statt. Die Trauerpredigt hielt der Hofprediger Georg Pistorius. Die Grabstätte befand sich, laut Verfügung im Testament von 31. Dezember 1642, in einer 1651 angelegten Fürstengruft hinter dem Hauptaltar in der St. Andreas-Kirche in Düsseldorf. 1717 wurde sein Sarkophag mit denen weiterer Familienmitglieder aus der Gruft in das neu errichtete Mausoleum des Hauses Pfalz-Neuburg verlegt. Sein Herz ruht in der Hofkirche zu Neuburg an der Donau.

## Nachkommen
Wolfgang Wilhelm war dreimal verheiratet:
1. Magdalene von Bayern (* 4. Juli 1587 in München; † 25. September 1628 in Neuburg an der Donau), Tochter von Wilhelm V. von Bayern. Die Trauung erfolgte am 11. November 1613 in München.
- Philipp Wilhelm (1615–1690), Kurfürst von der Pfalz

2. Katharina Charlotte von Pfalz-Zweibrücken (11. Januar 1615; † 21. März 1651 in Düsseldorf), Tochter von Johann II., Verlobung am 11. Januar 1631, Trauung am 11. November 1631 in Blieskastel. Katharina wurde am 4. April in der fürstlichen Gruft der Stiftskirche St. Lambertus beigesetzt, weil die Jesuiten und der Kölner Erzbischof die Bestattung der Calvinistin in der neu erbauten St. Andreas-Kirche verweigerten.
- Ferdinand Philipp (* 7. Mai 1633 † 21. September 1633)
- Eleonore Franziska (* 9. April 1634 † 23. November 1634)

3. Maria Franziska von Fürstenberg-Heiligenberg (* 18. Mai 1633 in Konstanz; † 7. März 1702 in Lobositz), Trauung am 3. Juni 1651 (nach anderen Quellen am 10. Mai, unsicher), kinderlos